# 祐州 (金朝)
祐州，金朝时设置的州。
金朝改岷州置，治所在今甘肃省岷县。辖境相当今甘肃省西和、礼县、宕昌、岷县等县地。南宋绍兴十二年（1142年）废。